# Sergius van Radonezj

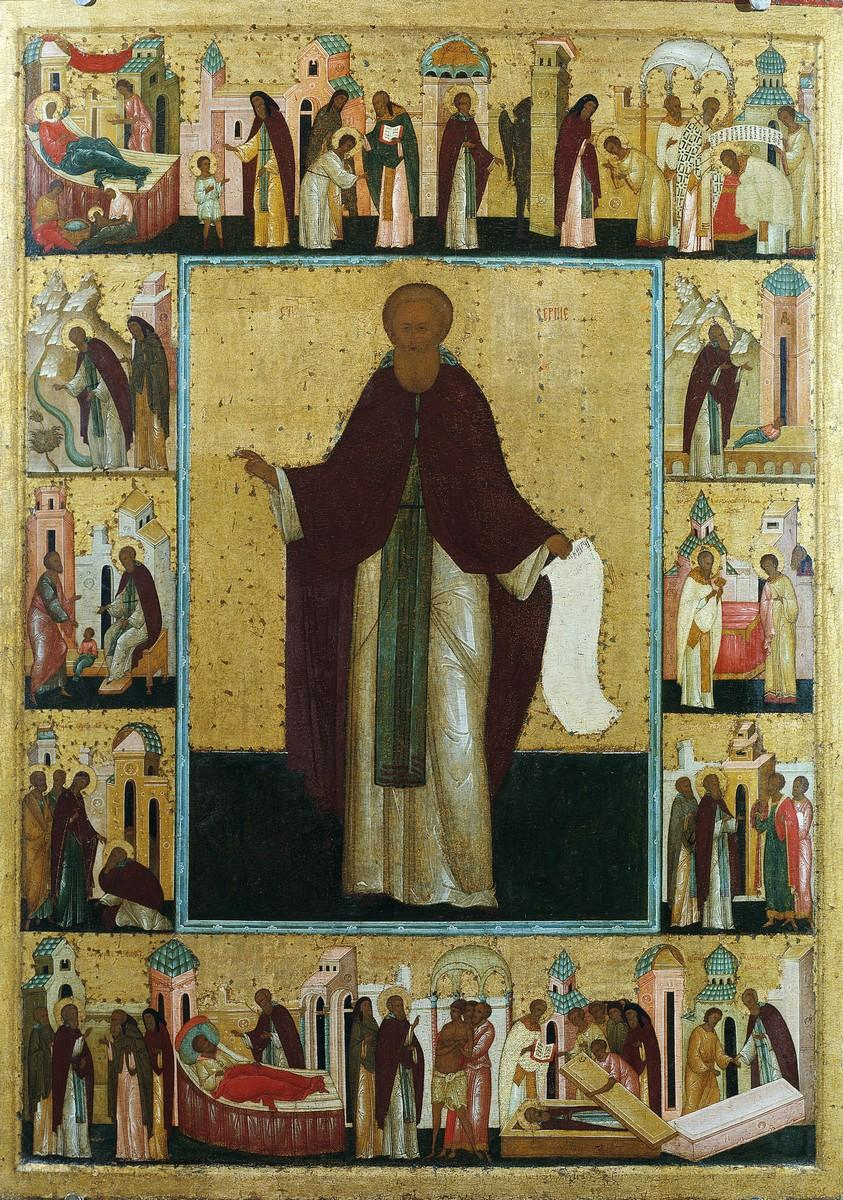
Icoon van Sergius van Radonezj

Sergius van Radonezj (Russisch: Се́ргий Ра́донежский) (Rostov Veliki, circa 1314 – Sergiev Posad, 25 september 1392) was een spiritueel leider en hervormer van het kloosterleven van het middeleeuwse Rusland. Samen met Serafim van Sarov is Sergius van Radonezj een van de meest vereerde heiligen van de Russisch-Orthodoxe Kerk.

## Levensbeschrijving
Bekend is dat Sergius als zoon van de bojaar Kirill en zijn vrouw Maria werd geboren. Zijn geboortejaar is niet precies bekend; het zou in 1314, 1319 of in 1322 kunnen zijn. De familie woonde in Rostov Veliki op de plek waar tegenwoordig het Varnitski Klooster staat, maar verhuisde later naar Moskou. Van zijn ouders kreeg hij als doopnaam Bartholomeüs en alhoewel hij een intelligente jongen was, had hij grote problemen met het leren lezen. Op een dag echter ontmoette hij een starets die hem een stuk communiebrood gaf. Vanaf die dag was Bartholomeüs in staat om te lezen. Orthodoxe christenen menen dat hier sprake was van de verschijning van een engel.
Na zijn dood van zijn ouders vertrok Bartholomeüs naar Choetkovo in de buurt van Moskou om zijn broer te bezoeken die er monnik was. Hij haalde zijn broer over om samen met hem een betere plek te zoeken voor een ascetischer leven. Diep in de bossen kozen ze een plek uit om een kleine cel en een kerk gewijd aan de Drie-eenheid te bouwen. Zo begon de geschiedenis van het Klooster van de Heilige Drie-eenheid en de Heilige Sergius. Zijn broer vertrok vervolgens naar een klooster in Moskou, maar Bartholomeüs legde zijn kloostergeloften af en nam de naam Sergius aan. Hij verbleef meer dan een jaar alleen in het bos als een heremiet. Spoedig echter arriveerden andere monniken die hem ervan overtuigden hun hegoumen te worden. Het aantal monniken bleef groeien en niet ver van de plek ontstond een posad, die zou uitgroeien tot de stad Sergiev Posad.
Tijdens de regering van Dmitri Donskoj verspreidden de volgelingen van Sergius zijn leer over centraal en noordelijk Rusland. Tot in de verste uithoeken van het land werden kloosters gesticht. Met de stichting van kloosters werd ook een belangrijke bijdrage geleverd aan de ontginning van het land en de toename van de welvaart van Rusland. Sergius was ook betrokken bij de stichting van twee kloostergemeenschappen in Moskou; het Andronikovklooster en het Simonovklooster. Al met al nam de reikwijdte van de invloed en autoriteit van Sergius enorm toe. De Russische vorstendommen hadden in die tijd voortdurend last van islamitische invasies en Sergius van Radonezj drong dan ook veelvuldig aan op eenheid onder de Russische vorstendommen. In 1380 zegende hij Dmitri Donkskoj en de troepen alvorens zij optrokken tegen de Tataren. De Slag op het Koelikovo-veld werd gewonnen door Rusland en werd een symbool voor de eenheid van Rusland. Een aanbod van de metropoliet van Moskou om hem op te volgen werd door Sergius afgewezen, hij wenst een eenvoudige monnik te blijven.

## Dood en heiligverklaring
De heilige Sergius stierf op 25 september 1392 en werd heilig verklaard in 1452. Zijn ongeschonden relieken werden gevonden in 1422 en bijgezet in de nieuwe Drie-eenheidskathedraal van het klooster dat hij samen met zijn broer had gesticht. De kerk herdenkt de heilige op 25 september, de dag van zijn overlijden, en op 5 juli, de dag dat zijn relieken werden opgegraven. Ook door de Rooms-Katholieke Kerk wordt Sergius van Radonezj als heilige erkend.

## Sergius van Radonezj in de kunst

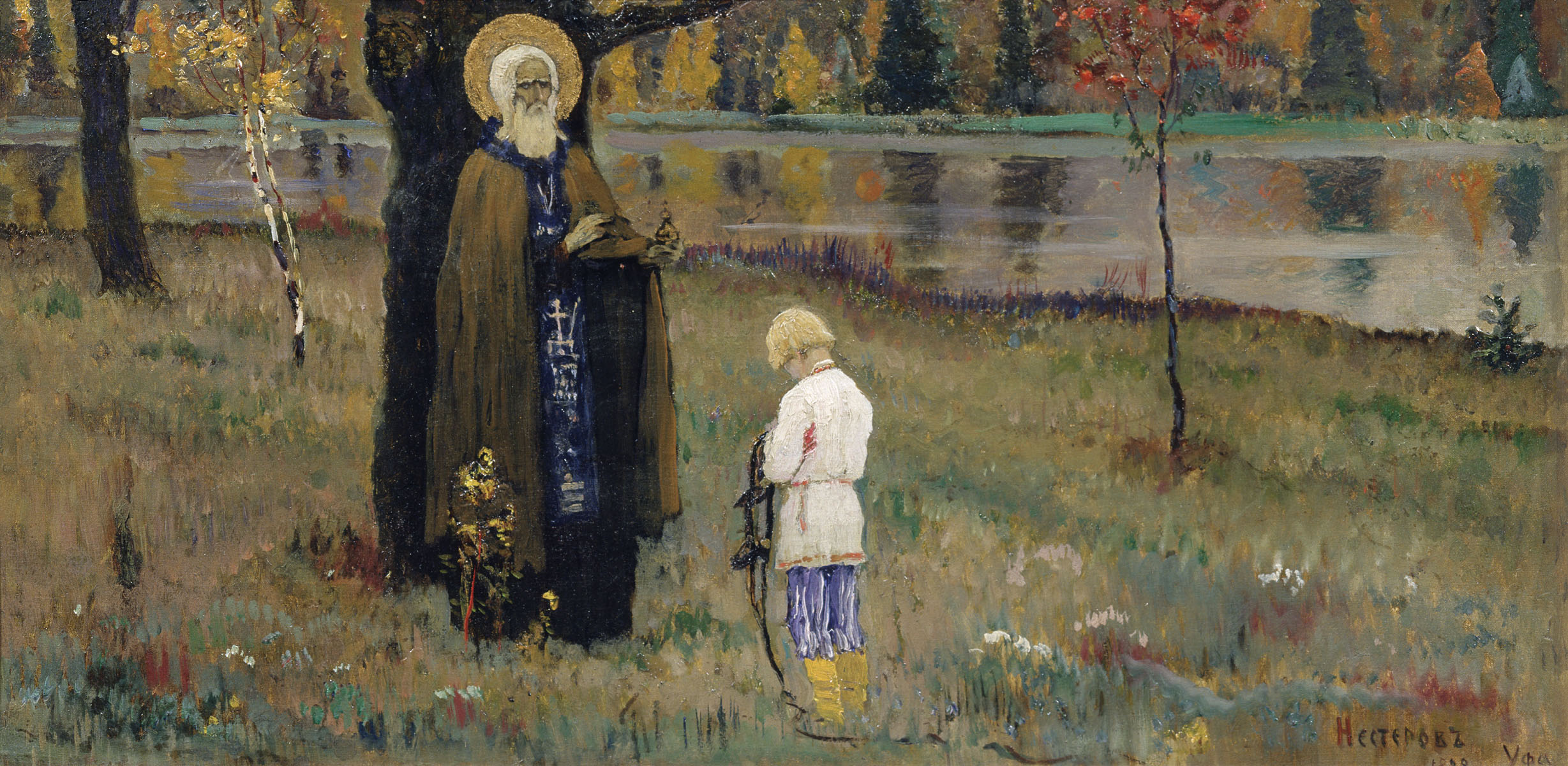
Schilderij van Michail Nesterov
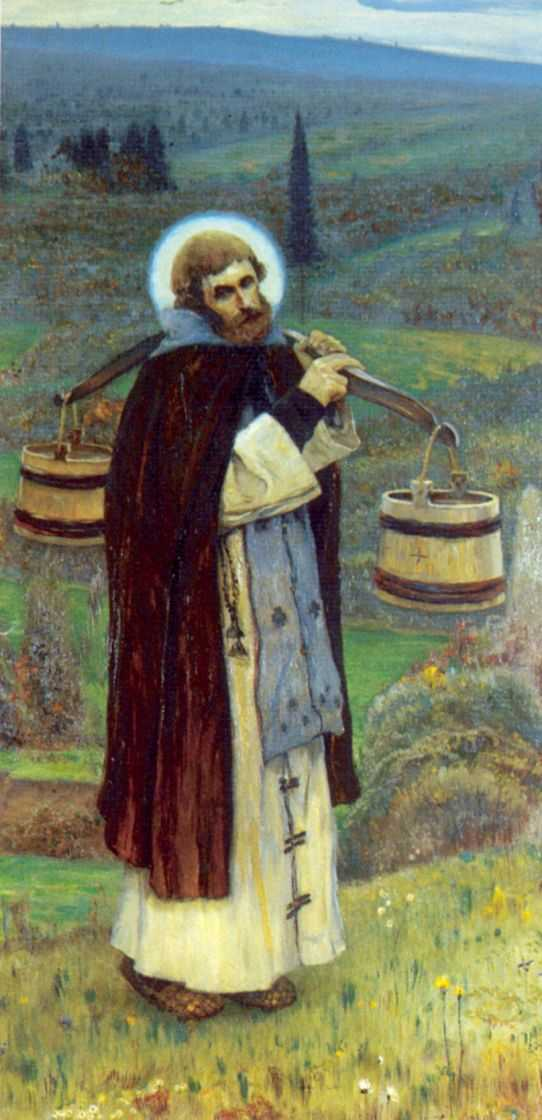
Schilderij van Michail Nesterov
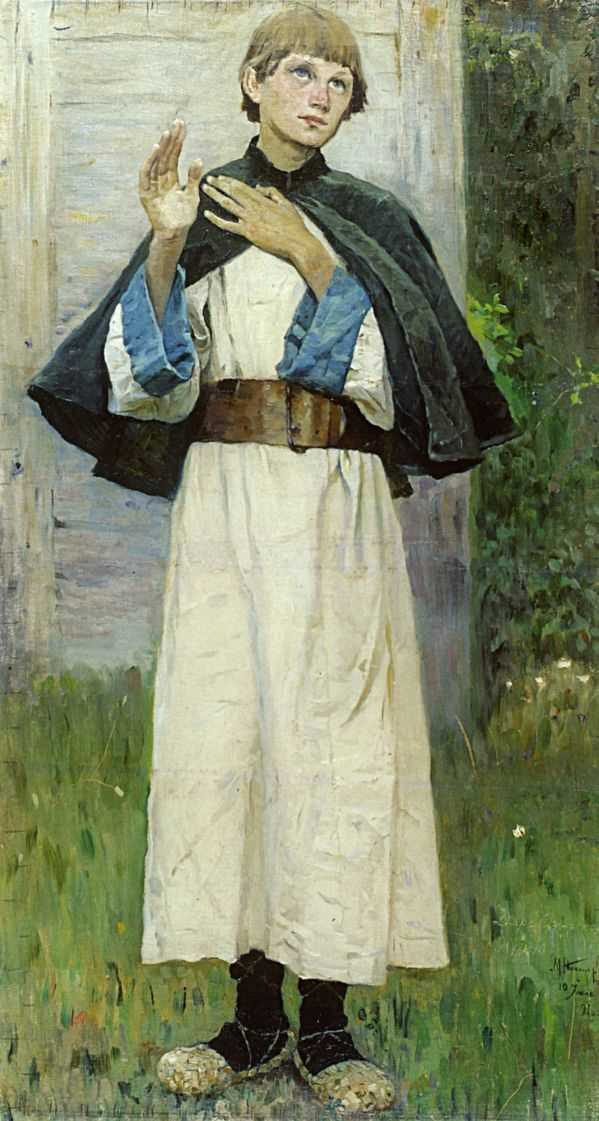
Schilderij van Michail Nesterov